# Petar Kružićs trappor

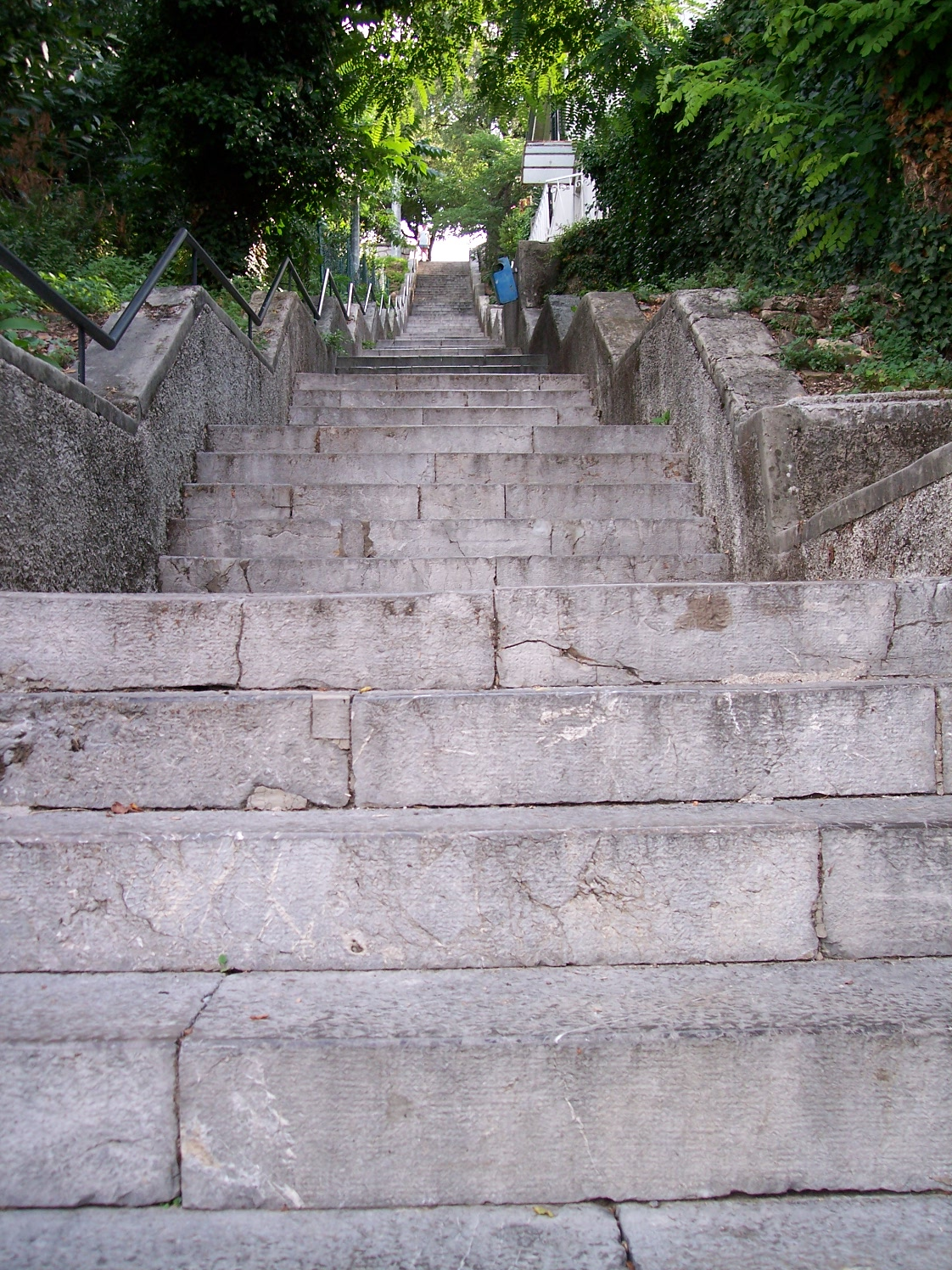
Del av Petar Kružićs trappor 2005.

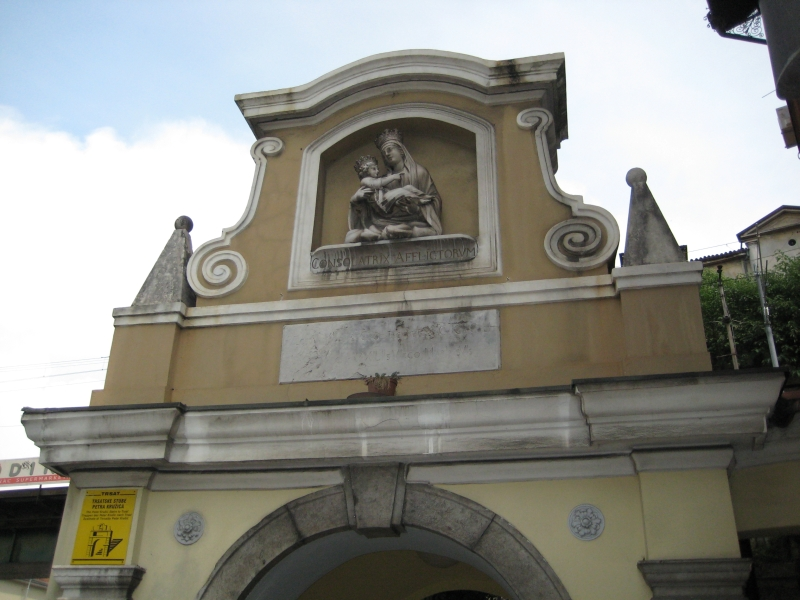
Entrén till trapporna 2007.

Petar Kružićs trappor (: Stube Petra Kružića) är en trappa i Rijeka i Kroatien. Trappan har 561 trappsteg och leder från den centrala delen av Rijeka (Sušak) till pilgrimskyrkan Vår Fru av Trsat i stadsdelen Trsat.

## Historik
Trapporna som är den kortaste vägen från Rijekas centrum till Trsat uppfördes 1531 på uppdrag av kaptenen av Klis, Petar Kružić. Till en början hade trappan 128 trappsteg och kallades för Trsat-trapporna (Trsatske stube). De övriga 433 trappstegen skulle tillkomma senare. 
Den övre delen av trapporna uppfördes 1725 på uppdrag av Gavro Aichelburg, Brinjes kapten och hertig av Steiermark, Kärnten och Krain.
Trappans entré utgörs av en port/passage i barockstil. Denna har en relief föreställande Jungfrun. Kapellen längs med trapporna är tillägnade helgon och utgjorde avbrott för de pilgrimer som tog sig från stadens centrum till Vår Fru av Trsat-kyrkan för att vörda kyrkans Madonna-bild.

### Fotnoter
1. 1 2 3  Rijeka.hr Arkiverad 6 november 2013 hämtat från the Wayback Machine. - Staden Rijekas officiella webbplats (kroatiska)